# آنکاریا
آنکاریا (نام علمی: Uncaria) نام یک سرده از تیره روناسیان است.